# جيمي براون (لاعب كرة قاعدة)
جيمي براون (بالإنجليزية: Jimmy Brown)‏ هو لاعب كرة قاعدة أمريكي، ولد في 25 أبريل 1910 في جيمسفيل في الولايات المتحدة، وتوفي في 29 ديسمبر 1977 في باث في الولايات المتحدة.

## وصلات خارجية
- جيمي براون على موقع دوري كرة القاعدة الرئيسي (الإنجليزية)
- جيمي براون على موقعبيزبول رفرنس.كوم (الدوري الرئيسي) (الإنجليزية)
- جيمي براون على موقع إي إس بي إن.كوم (أم.أل.بي) (الإنجليزية)